# VARIATION SELECTOR-15
De VARIATION SELECTOR-16 (U+FE0E, afgekort ook wel VS-15)  is een teken uit de Unicode-karakterset dat de eigenschappen van het voorafgaande karakter wijzigt. Het meest voorkomende gebruik is bij emoji, waar een combinatie van een emoji-karakter met dit teken een niet-gerenderde, zwart-witversie afdwingt.. Dit karakter is in 2002 toegevoegd aan de Unicode 3.2-standaard, en maakt sinds 2018 deel uit van de Emoji 11.0-standaard.. Dit is een tegenhanger van VARIATION SELECTOR-16, die juist een grafische weergave af probeert te dwingen. Als er geen VARIATION SELECTOR bij een Unicodekarakter gebruikt wordt, kiest de applicatie of webbrowser hoe het karakter weergegeven wordt.
Het karakter heeft geen effect op spatiëring of woordafbreking, het heeft alleen betrekking op het voorgaande karakter. 

## Voorbeelden met VS15, VS16 en zonder selector
| Karakter Shortcode        | Weergave met VS15 html | Weergave met VS16 html | Weergave zonder VS html |
| ------------------------- | ---------------------- | ---------------------- | ----------------------- |
| U+2717 :heavy check mark: | ✔︎ &#x2714;&#XFE0E      | ✔️ &#x2714;&#XFE0F     | ✔ &#x2714;              |
| U+2764 :heart:            | ❤︎ &#x2764;&#XFE0E      | ❤️ &#x2764;&#XFE0F     | ❤ &#x2764;              |
| U+1F637 :mask:            | 😷︎ &#x1F637;&#XFE0E    | 😷️ &#x1F637;&#XFE0F    | 😷 &#x1F637;            |

## Codering

### Unicode
In Unicode vindt men de VARIATION SELECTOR-15 onder de code U+FE0E (hex).

### HTML
In HTML kan men de volgende code gebruiken: &#xFEOE;